# Catherine Feuillet
catherine feuillet (pronunciación en francés: /katʁin fœjɛ/ (escucharⓘ) ; nacida en julio de 1965) es una genetista francesa que actualmente es directora científica de Inari Agriculture, una empresa de biotecnología con sede en Cambridge MA. Feuillet obtuvo un doctorado en biología molecular vegetal sobre el aislamiento y caracterización de genes implicados en la formación de la madera en eucaliptos. Comenzó a trabajar en la genética de la resistencia a las enfermedades del trigo en 1994 durante sus estudios postdoctorales en el Instituto Federal Suizo de Agroecología . Luego se trasladó como líder de grupo junior a la Universidad de Zúrich, donde investigó las bases moleculares de la resistencia a las enfermedades fúngicas en el trigo y la cebada y clonó el primer gen de resistencia a la roya del trigo.  En 2004 fue contratada como directora de investigación en el Institut National de la Recherche Agronomique ( INRA ) en Francia para liderar proyectos europeos e internacionales sobre genómica del trigo. En 2008, ella y su equipo publicaron con éxito el primer mapeo del cromosoma más grande del trigo, el 3B, y en 2014 también fueron los primeros en publicar la secuencia completa de este cromosoma, así como una primera secuencia de referencia de todo el genoma del trigo junto con el Consorcio Internacional de Secuenciación del Genoma del Trigo ( IWGSC ). 
Feuillet fue uno de los miembros fundadores y se desempeñó como copresidente del IWSGC de 2005 a 2018.  En 2013, se unió a Bayer Crop Science como Jefa de Investigación de Rasgos para liderar el descubrimiento y validación de genes para mejorar el rendimiento y la tolerancia al estrés biótico de la soja, el algodón, la canola y el trigo.  Fue honrada como Caballero de la Legión de Honor y recibió el Premio Foulon de la Academia Francesa de Ciencias, el premio de ciencias de Femmes en or y el Premio Jean Dufrenoy de la Academia de Agricultura de Francia. Es miembro electo de la Asociación Estadounidense para el Avance de la Ciencia. 

## Educación y primeros años

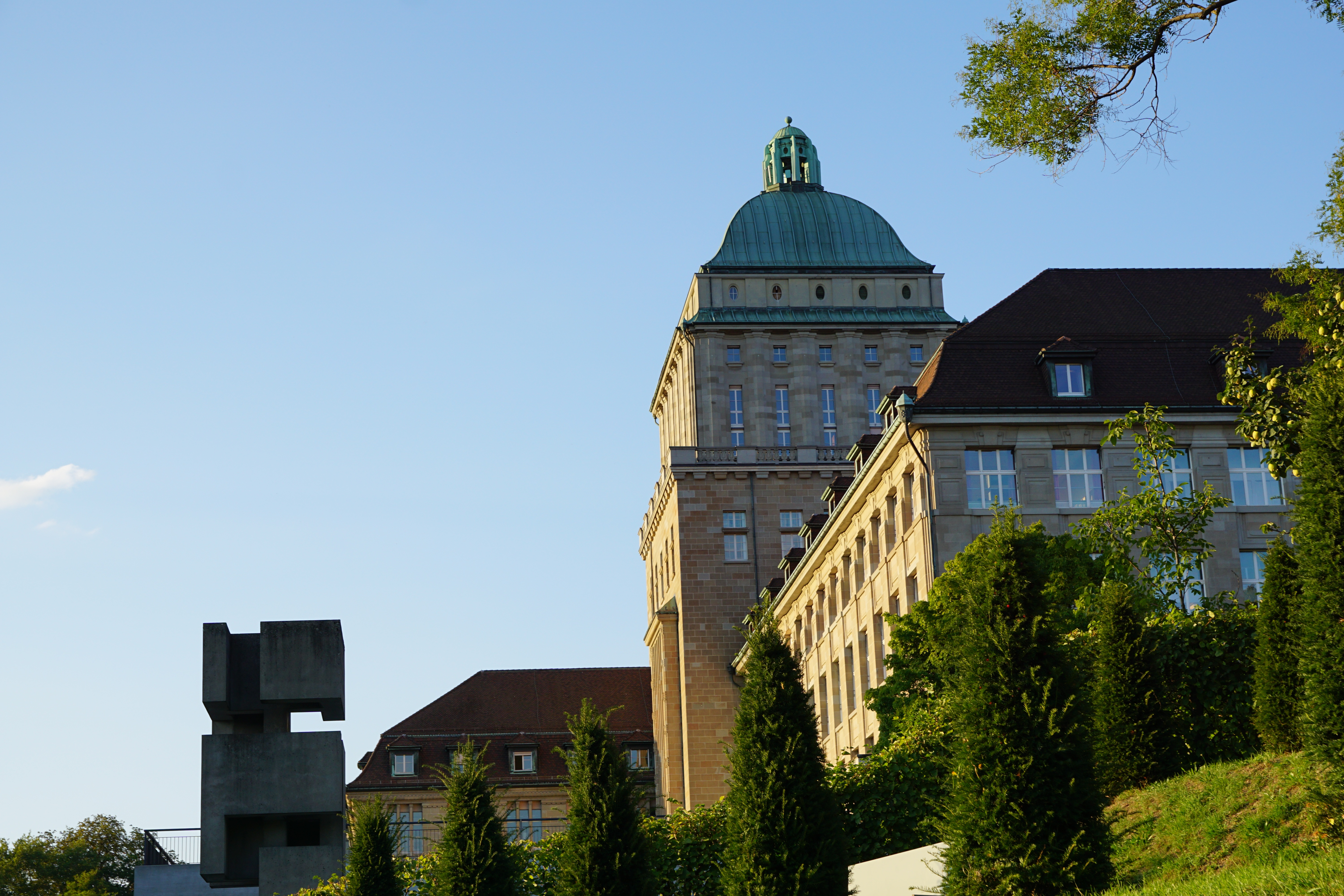
La Universidad de Zúrich en Suiza

Catherine Feuillet nació en Orleans,  aproximadamente 130 km. (80 millas) al sur de París, creció cerca de París y realizó sus estudios universitarios en Toulouse en biología molecular vegetal.  En 1993, obtuvo su doctorado en la Universidad Paul Sabatier de Toulouse, sobre los genes implicados en la lignificación del eucalipto.  Entre 1994 y 1997, completó estudios postdoctorales en el Instituto Federal de Agroecología de Zúrich, desarrollando marcadores moleculares para apoyar el mejoramiento genético de la resistencia a enfermedades fúngicas en el trigo.  Durante su posdoctorado, comenzó a trabajar en genómica del trigo y continuó desarrollando proyectos de genómica comparada y clonación de genes de resistencia a enfermedades en trigo y apenas como líder de grupo júnior y profesora asistente en el Instituto de Biología Vegetal de la Universidad de Zúrich .  

## Investigaciones y premios anteriores
En 2004, se incorporó al Institut National de la Recherche Agronomique (Instituto Nacional de Investigación Agrícola) (INRA) en Clermont-Ferrand, Francia, como directora de investigación y subdirectora de la Unidad de Investigación conjunta de Genética, Diversidad y Ecofisiología de los Cereales .  En 2005, cofundó el Consorcio Internacional de Secuenciación del Genoma del Trigo (IWGSC), un esfuerzo internacional para producir una secuencia de referencia de alta calidad del genoma del trigo harinero, un desafío científico en ese momento dado que el tamaño del genoma del trigo es 5 veces mayor que el Genoma humano.  En 2005 también cocreó y fue nombrada presidenta de la Iniciativa Europea de Genómica de Triticeae (ETGI), cuyo objetivo era coordinar la investigación en trigo, cebada y centeno en Europa y desarrollar proyectos colaborativos.  Entre 2008 y 2012 lideró un proyecto europeo titulado "TriticeaeGenome: Genomics for Triticeae Improvement" que incluía a 17 socios públicos y privados en nueve países como parte del marco del 7PM.  En 2008, el equipo de Feuillet publicó en la revista Science los primeros resultados del mapeo del cromosoma 3B del trigo,  que es el más grande  de los 21 cromosomas del trigo.  Ese mismo año se unió a la Iniciativa Internacional de Mapeo de Triticeae (ITMI) para ayudar con la planificación y coordinación de proyectos de investigación.  En 2009, inició y dirigió Breedwheat, un gran esfuerzo de asociación público-privada (27 socios) en Francia para fortalecer la competitividad del sector francés de mejoramiento de trigo y abordar la demanda social de sostenibilidad, calidad y seguridad en la producción agrícola.  El 24 de noviembre de 2009, Feuillet recibió el Premio Foulon de la Academia de Ciencias de Francia  por su trabajo para descifrar el genoma.  Ese mismo año, también recibió el Trofeo de la Mujer de oro por su investigación  y luego, el 10 de septiembre de 2010, recibió la insignia de Caballero de la Legión de Honor del INRA.  En 2011 se unió a la Iniciativa del Trigo, creada por los países del G20 para mejorar la producción mundial de trigo  y ese mismo año recibió una beca de la Asociación Estadounidense para el Avance de la Ciencia.  Feuillet recibió el Premio Jean Dufrenoy de la Academia de Agricultura de Francia en 2012. Después de completar la secuencia del cromosoma 3B, el cromosoma más grande del trigo, con su equipo del INRA en colaboración con Genoscrop y el CNRGV, un logro fundamental que fue publicado en la revista Science,  Feuillet se unió a Bayer CropScience como responsable del equipo de investigación Trait. Departamento. 

## Secuenciación del genoma del trigo

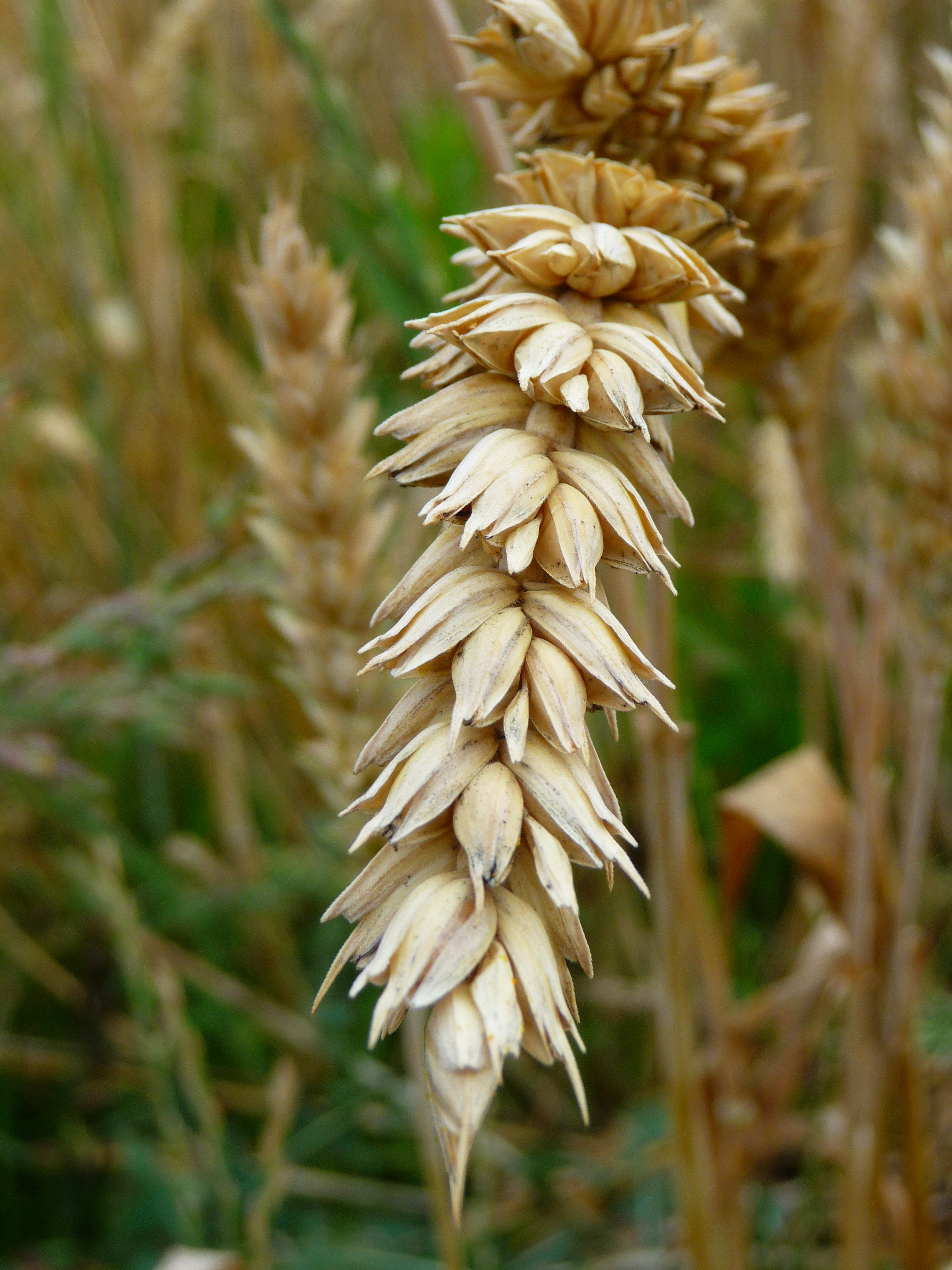
Weizenähre Detailansicht

En 2004, cuando se incorporó al INRA como directora de investigación, Feuillet comenzó a trabajar en la secuenciación del genoma del trigo harinero (16 Gb, 21 cromosomas), con el objetivo de descifrar el cromosoma más grande del trigo, el 3B, que mide 1 Gb, el tamaño del genoma completo de la soja y más del doble de grande que el genoma completo del arroz. La estrategia inicial del IWGSC fue producir mapas físicos de cada cromosoma individual y secuenciarlos para llegar a una secuencia del genoma de referencia. En ese momento, los enfoques de secuenciación del genoma completo no produjeron ningún ensamblaje de secuencias de alta calidad debido a la cantidad extremadamente alta de secuencias repetitivas en el genoma del trigo. Feuillet y su equipo fueron los primeros en establecer un mapa físico del cromosoma 3B que se publicó en la revista Science en 2008.  Esto allanó el camino para que otros equipos completaran mapas físicos de los otros 20 cromosomas. En 2014, Feuillet y su equipo publicaron la secuencia de referencia del cromosoma 3B al mismo tiempo que las publicaciones de un borrador de secuencia de cada cromosoma individual por parte del IWGSC, en la revista Science.  La secuencia de referencia del cromosoma 3B reveló patrones sorprendentes de la distribución de más de 8.000 genes a lo largo del cromosoma y una mejor comprensión de la organización, función y evolución de genomas grandes y poliploides como el del trigo. El borrador de la secuencia de los 21 cromosomas permitió por primera vez la anotación de 124.201 genes y análisis evolutivos comparativos con parientes diploides y tetraploides del trigo. Estas secuencias ancladas a muchos marcadores moleculares en mapas genéticos proporcionaron un trampolín para un aislamiento genético más rápido, un desarrollo rápido de marcadores genéticos y un mejoramiento preciso mediante la edición del genoma para acelerar el mejoramiento del trigo. Tras un gran avance de NRGene en la capacidad de realizar el ensamblaje de secuencias altamente repetitivas en 2016, el IWGSC combinó los enfoques de secuenciación basada en mapas físicos y secuenciación del genoma completo para producir una primera versión de una secuencia de referencia de alta calidad del genoma del trigo harinero.  Esto se publicó en 2018 junto con otras publicaciones que ejemplifican el uso de una secuencia de tan alta calidad en la ciencia.  Desde entonces, se han publicado más de publicaciones referidas al uso de la secuencia de referencia del IWGSC que demuestran la utilidad de dicha secuencia, cumpliendo la visión que Feuillet y sus colegas del IWGSC establecieron en 2005. 
La secuenciación completa del genoma del trigo es importante para los productores de todo el mundo. Actualmente, el trigo representa más del 20% de todas las calorías consumidas en el mundo y, a medida que aumenta la población mundial, también aumenta la necesidad de trigo.  Sin embargo, recientemente la producción de trigo se ha estancado porque los avances tecnológicos no pueden seguir el ritmo de los factores económicos y naturales negativos.  Se espera que la demanda total de trigo aumente un 70 por ciento para el año 2050, un aumento de alrededor del 1,6 por ciento anual (González). La secuenciación del genoma ha proporcionado un recurso invaluable a los científicos para acelerar el mejoramiento del trigo y la capacidad del trigo para hacer frente al cambio climático y producirse de manera sostenible y respetuosa con el medio ambiente mediante tecnología y mejoramiento avanzados. 

## La investigación actual
Feuillet dirige la organización científica de Inari Agriculture como su director científico. La organización científica de Inari cuenta con unos 70 empleados en sus centros de investigación en Gante, Bélgica, Cambridge, Massachusetts y West Lafayette, Indiana. Feuillet y su equipo trabajan en la identificación de las regiones de los genomas que se van a editar y en el desarrollo de una caja de herramientas única de edición del genoma que permite el mejoramiento mediante la edición de cultivos importantes como el maíz, la soja, el trigo y el tomate  para llevar el fitomejoramiento a una nueva era y resolver un problema muy complejo; creando rápidamente cientos de nuevas variedades que funcionarán de manera óptima en su entorno local y requerirán recursos naturales mínimos. 